# Synthos
Synthos S.A. — польська хімічна компанія зі штаб квартирою в Освенцимі. Один з найбільших виробників хімічної сировини в Польщі. Є найбільшим виробником синтетичних каучуків та еластичного полістиролу у Європі. Посідає перше місце серед виробників екструзійного пінополістиролу у Центральній Європі.

## Історія
Компанія заснована у 1945 році як фабрика синтетичних палив у Дворі (нині є частиною Освенцима). З жовтня 1942 року по січень 1945 року тут функціонував концтабір Аушвіц III Мановіц (завод Буна-Верке).
Протягом певного часу завод функціонував як: Державний завод хімічного синтезу у Дворі (1946-1948), Хімічний завод синтезу в Дворі (1948-1949), Хімічний завод — Державне підприємство, відокремлене в Освенцимі (1949-1951) і Хімічний завод «Освенцим».
Першими продуктами, виробництво яких розпочалося в 1948 році, були трихлоретилен та хлорбензол. У 1950-х роках розпочалося виробництво зрідженого вугілля, карбіду, ацетилену, хлору, вінілхлориду, полівінілхлориду, метанолу, стиролу та полістиролу. У 1959 році розпочалося виробництво гуми. У 1967 році було налагоджено співпрацю із виробником смоли у Клобуцьку з постачання каніфольного розчину, що використовується для виробництва каучуку.
1 грудня 1994 року, як державне підприємство, згідно із Законом від 3 квітня 1993 року «Про національні інвестиційні фонди та їх приватизацію, підприємство перетворено на єдине акціонерне товариство Державного казначейства. 12 вересня 1995 року 60% акцій компанії було внесено до Національного інвестиційного фонду. Рішенням загальних зборів акціонерів від 28 квітня 1997 року було прийнято назву компанії «Firma Chemiczna Dwory Spółka Akcyjna».
У 2004 році компанія була приватизована шляхом виведення акцій на торги на Варшавській фондовій біржі.
У 2007 році «Firma Chemiczna Dwory SA» придбала чеського виробника гуми «Kaučuk as» у Кралупах-на-Влтаві. Після придбання чеських активів була створена група капіталів, основна компанія якої в 2007 році почала працювати під назвою «Synthos SA».
16 березня 2012 року «Synthos SA» увійшла до двадцяти найбільших компаній, що котируються на Варшавській фондовій біржі.

## Сьогодення
У 2016 році «Synthos SA» завершила операцію із придбання активів «Ineos Styrenics», тим самим придбавши три заводи для розширення виробничих потужностей з випуску полістиролу (у Франції та Нідерландах).
У 2017 році відбулися значні зміни у структурі власності «Synthos SA».
Наприкінці жовтня 2017 року «FTF Galleon SA», який належав Міхалу Соловову, дав запит на купівлю 499 690 991 простих акцій на пред'явника, які становили всі акції «Synthos SA», крім акцій, що належать «FTF Galleon SA», його дочірнім компаніям або домінантам. 19 січня 2018 року, у зв'язку з примусовим викупом акцій компанії, Міхал Соловов опосередковано придбав через дочірні компанії «FTF Galleon SA» та «FTF Columbus SA» загалом 1323 250 000 акцій компанії, що становить 100% від загальної кількості акцій. Таким чином компанію виведено з торгів на біржі.
У жовтні 2019 року «Synthos» заявив про намір побудувати в Польщі атомну електростанцію спільно з «GE Hitachi Nuclear Energy».

## Діяльність
Діяльність «Synthos SA Capital Group» заснована на виробництві та реалізації хімічної продукції, що використовується як сировина та проміжні продукти в широкому спектрі галузей промисловості, зокрема в автомобільній промисловості, в пакувальній та будівельній галузі.
У діяльності групи «Synthos SA» розділено п'ять основних сегментів:
- бутадієн і каучук (сегмент синтетичного каучуку);
- стирол та його похідні (сегмент стиролової пластмаси);
- дисперсії, клеї та латекс (сегмент дисперсій, клеїв та латексну);
- засоби захисту рослин (агросегмент);
- косметичні засоби та дієтичні добавки (догляд).